# Илгань
Илгань — река в России, протекает по Верхошижемскому и Оричевскому районам Кировской области. Устье реки находится в 24 км от устья реки Снигирёвки по правому берегу. Длина реки составляет 28 км, площадь водосборного бассейна — 186 км².
Исток реки находится на Вятских Увалах в селе Илгань (Пунгинское сельское поселение) в 13 км к северу от посёлка Верхошижемье. Генеральное направление течения — север. В верховьях протекает через село Илгань и соседнюю деревню Пунгино, в среднем течении на реке деревни Елизаровцы и Малая Грызиха (Коршикское сельское поселение). Притоки — Киприх, Корша, Чаруха, Вьюнок, Крутик (все — правые). Впадает в Снигиревку выше деревни Мошкина Мельница. Ширина реки у устья — 10 метров.

## Данные водного реестра
По данным государственного водного реестра России относится к Камскому бассейновому округу, водохозяйственный участок реки — Вятка от города Киров до города Котельнич, речной подбассейн реки — Вятка. Речной бассейн реки — Кама.
Код объекта в государственном водном реестре — 10010300312111100034792.